# Usine Renault de Novo Mesto

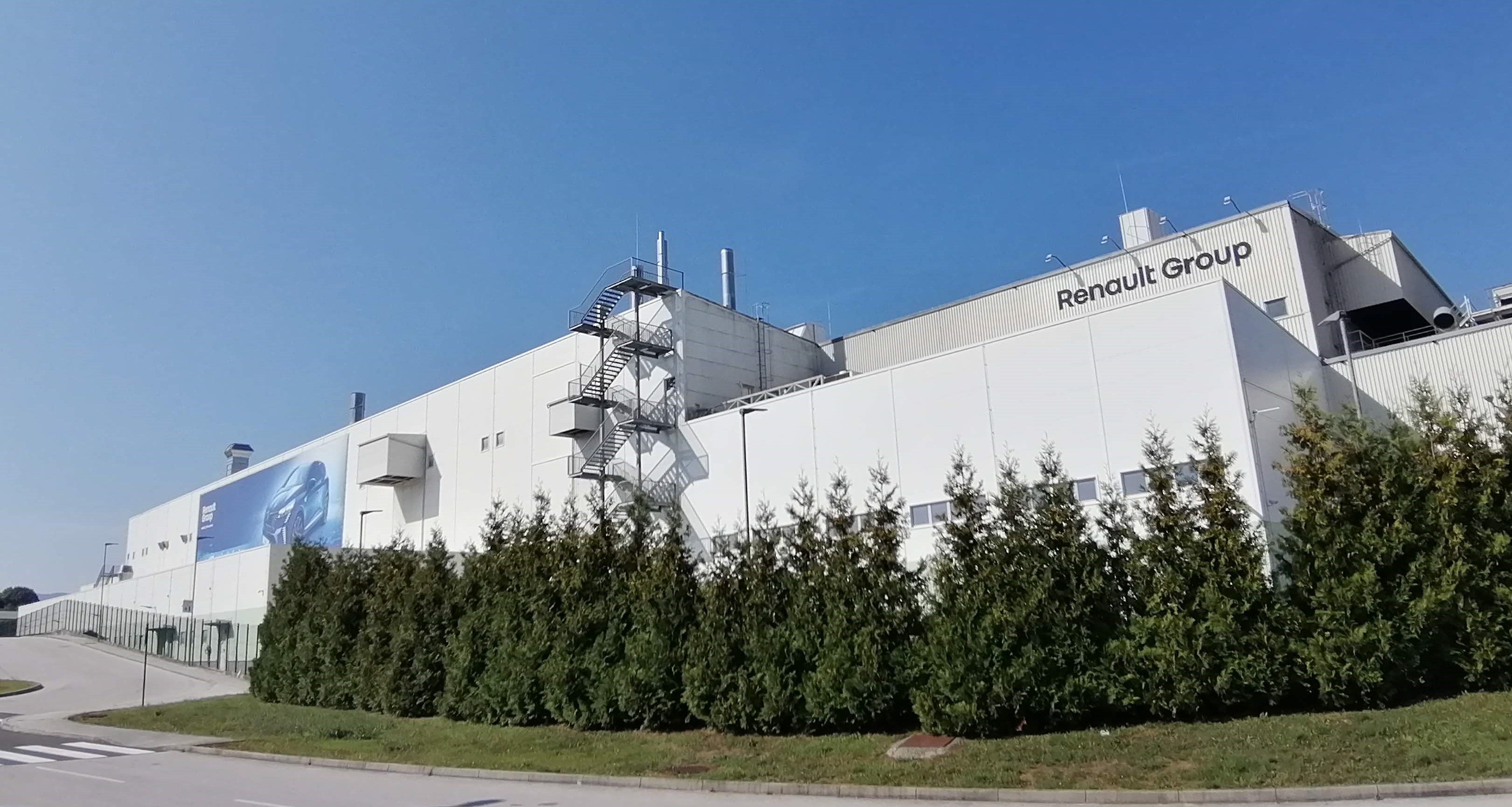
Revoz Novo Mesto

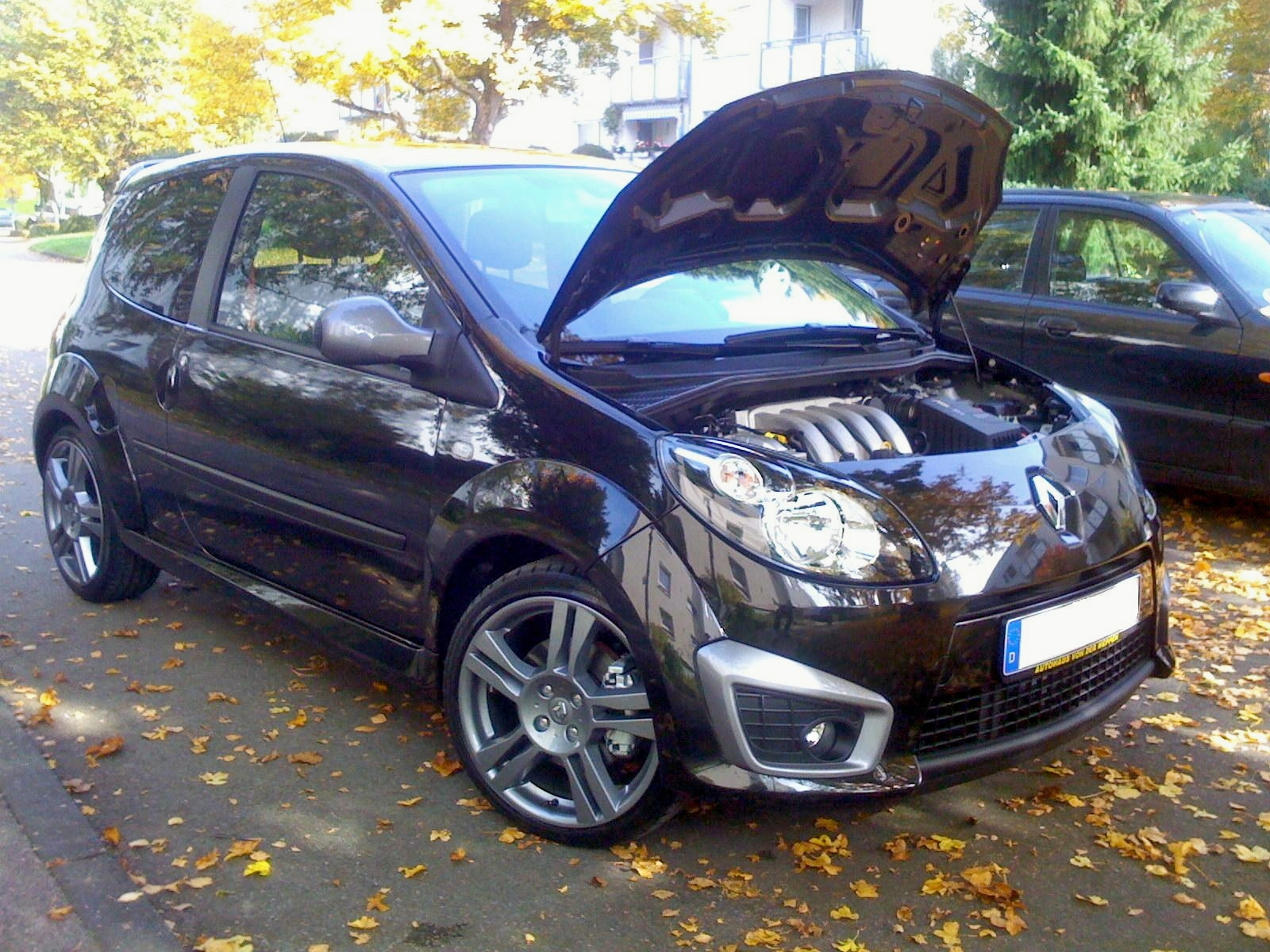
La Twingo II, produite dans cette usine

File:
L'usine Renault de Novo Mesto est située à Novo Mesto en Slovénie.
Elle a assemblé son premier véhicule, une Renault 4 en CKD, en 1972, après signature d'un contrat de coopération industrielle entre Renault et IMV. En 1989, l'usine est gérée par la REVOZ, contrôlée par Renault et IMV. En 1992, Renault prend les commandes de Revoz, et donc l'usine de Novo Mesto, grâce à un capital majoritaire de 54 %. Depuis 2004, Renault est l'unique actionnaire, après le rachat des parts de Revoz.
L'usine est de nos jours une usine de production.

## Véhicules assemblés à Novo Mesto
- Renault 4 (1972 - 1992)
- Renault 12 (1974 - 1977)
- Renault 16 (1974 - 1976)
- Renault 18 (1980 - 1987)
- Renault Supercinq (1989 - 1996)
- Renault Clio I (1993 - 1998)
- Renault Clio II (1998 - fin 2012)
- Renault Clio III (2005 - fin 2012)
- Renault Twingo II (2007 - 2014)
- Renault Wind (2010 - 2013)
- Renault Twingo III (2014 - >)
- Smart Forfour (2015 - 2021)
- Renault Clio IV (2017 - >)[1]
- Renault Clio V (2019 - )[2]